# Нововасилівська селищна рада
Нововаси́лівська се́лищна ра́да — адміністративно-територіальна одиниця та орган місцевого самоврядування у Приазовському районі Запорізької області. Адміністративний центр — селище міського типу Нововасилівка.

## Загальні відомості
Нововасилівська селищна рада утворена в 1957 році.
- Територія ради: 191,57 км²
- Населення ради: 3630 осіб (станом на 2001 рік)
- Територією ради протікає річка Домузла

## Населені пункти
Селищній раді підпорядковані населені пункти:
- смт Нововасилівка
- с-ще Домузли
- с. Новоолександрівка
- с. Південне

## Склад ради
Рада складається з 20 депутатів та голови.
- Голова ради:
- Секретар ради: Шопова Алла Олексійовна

### Керівний склад попередніх скликань
| Прізвище, ім'я, по батькові | Основні відомості                                   | Дата обрання | Дата звільнення |
| --------------------------- | --------------------------------------------------- | ------------ | --------------- |
| Бухарін Олег Володимирович  | Селищний голова, 1970 року народження, безпартійний | 26.03.2006   | 31.10.2010      |

Примітка: таблиця складена за даними сайту Верховної Ради України

### Депутати
За результатами місцевих виборів 2010 року депутатами ради стали:

#### За суб'єктами висування
| Суб'єкт висування                 | Кількість обраних депутатів | %  |
| --------------------------------- | --------------------------- | -- |
| Політична партія «Сильна Україна» | 13                          | 65 |
| Партія регіонів                   | 4                           | 20 |
| Комуністична партія України       | 3                           | 15 |

#### За округами
| № округу                          | Прізвище, ім'я, по батькові    | Дата визнання обраним | Освіта             | Партійна приналежність                  | Відомості про обраного депутата                                       |
| --------------------------------- | ------------------------------ | --------------------- | ------------------ | --------------------------------------- | --------------------------------------------------------------------- |
| Комуністична партія України       |                                |                       |                    |                                         |                                                                       |
| 5                                 | Жмаєв Євген Анатолійович       | 02.11.2010            | вища               | позапартійний                           | приватний підприємець                                                 |
| 10                                | Кулініч Олександр Валентинович | 02.11.2010            | вища               | позапартійний                           | Федорівська школа І-ІІ ст., вчитель                                   |
| 12                                | Жмаєва Юлія Борисівна          | 02.11.2010            | вища               | позапартійна                            | Нововасилівська РЛ, лікар                                             |
| Партія регіонів                   |                                |                       |                    |                                         |                                                                       |
| 2                                 | Ізетов Микола Петрович         | 02.11.2010            | середня            | член Партії регіонів                    | приватний підприємець                                                 |
| 6                                 | Жавжаров Сергій Дмитрович      | 02.11.2010            | середня            | член Партії регіонів                    | сільгоспвиробник                                                      |
| 11                                | Шурнюк Жаннета Валеріївна      | 02.11.2010            | середня спеціальна | член Партії регіонів                    | Нововасилівська селищна бібліотека для дорослих, бібліотекар          |
| 16                                | Шопова Алла Олексіївна         | 02.11.2010            | вища               | член Партії регіонів                    | Нововасилівська селищна рада, секретар виконавчого комітету           |
| Політична партія «Сильна Україна» |                                |                       |                    |                                         |                                                                       |
| 1                                 | Шевченко Володимир Миколайович | 02.11.2010            | вища               | позапартійний                           | Нововасилівської НВК «Гармонія», вчитель                              |
| 3                                 | Грибенькова Наталя Сергіївна   | 02.11.2010            | вища               | позапартійна                            | фермерське господарство «Санат», головний бухгалтер                   |
| 4                                 | Тарасова Алла Петрівна         | 02.11.2010            | вища               | позапартійна                            | Нововасилівська селищна бібліотека, завідувачка                       |
| 7                                 | Ганчева Лілія Іванівна         | 02.11.2010            | вища               | позапартійна                            | приватний підприємець                                                 |
| 8                                 | Стоялов Василь Михайлович      | 02.11.2010            | середня спеціальна | позапартійний                           | пенсіонер                                                             |
| 9                                 | Кудрявцев Юрій В'ячеславович   | 02.11.2010            | вища               | позапартійний                           | Приазовський РВ ГУМВС, дільничний інспектор                           |
| 13                                | Куцова Тетяна Володимирівна    | 02.11.2010            | вища               | позапартійна                            | Нововасилівська НВК «Гармонія», заступник директора з виховної роботи |
| 14                                | Задирака Олена Юріївна         | 02.11.2010            | вища               | позапартійна                            | Нововасилівська НВК «Гармонія», вчитель                               |
| 15                                | Андреєва Галина Геннадіївна    | 02.11.2010            | вища               | позапартійна                            | СТОВ Агрофірма «Южное», головний бухгалтер                            |
| 17                                | Хрипченко Тетяна Анатоліївна   | 02.11.2010            | середня спеціальна | член Політичної партії «Сильна Україна» | Новоолександрівський фельдшерсько-акушерський пункт, фельдшер         |
| 18                                | Кокондій Валентина Анатоліївна | 02.11.2010            | середня спеціальна | позапартійна                            | Нововасилівська селищна рада, головний бухгалтер                      |
| 19                                | Серемова Катерина Іванівна     | 02.11.2010            | середня спеціальна | позапартійна                            | приватний підприємець                                                 |
| 20                                | Орловський Юрій Іванович       | 02.11.2010            | середня            | позапартійний                           | фермерське господарство «Альонушка», голова                           |